# Championnat d'Albanie de football 1990-1991
Navigation
Championnat d'Albanie 1989-90 Championnat d'Albanie 1991-92
Le Championnat d'Albanie de football de Kategoria Superiore 1990-1991 est la 50e édition de ce championnat.

## Classement
| Rang | Équipe                | Pts | J  | G  | N  | P  | Bp | Bc | Diff |
| ---- | --------------------- | --- | -- | -- | -- | -- | -- | -- | ---- |
| 1    | Flamurtari Vlorë      | 54  | 39 | 24 | 6  | 9  | 63 | 32 | +31  |
| 2    | Partizan Tirana       | 45  | 39 | 18 | 12 | 9  | 52 | 35 | +17  |
| 3    | Vllaznia Shkodër      | 45  | 39 | 16 | 13 | 10 | 57 | 47 | +10  |
| 4    | 17 Nëntori Tirana     | 44  | 39 | 16 | 12 | 11 | 52 | 40 | +12  |
| 5    | Tomori Berat          | 40  | 39 | 13 | 14 | 12 | 62 | 47 | +15  |
| 6    | Dinamo Tirana         | 40  | 39 | 13 | 14 | 12 | 53 | 44 | +9   |
| 7    | Apolonia Fier         | 38  | 39 | 13 | 12 | 14 | 49 | 47 | +2   |
| 8    | Lokomotiva Durrës     | 36  | 39 | 12 | 12 | 15 | 30 | 38 | -8   |
| 9    | Labinoti Elbasan      | 36  | 39 | 11 | 14 | 14 | 29 | 37 | -8   |
| 10   | Skënderbeu Korçë      | 35  | 39 | 10 | 15 | 14 | 46 | 55 | -9   |
| 11   | Besa Kavajë           | 34  | 39 | 11 | 12 | 16 | 45 | 50 | -5   |
| 12   | Kastrioti Krujë       | 34  | 39 | 12 | 10 | 17 | 41 | 62 | -21  |
| 13   | Traktori Lushnja      | 32  | 39 | 10 | 12 | 17 | 39 | 60 | -21  |
| 14   | Luftëtari Gjirokastër | 30  | 39 | 12 | 6  | 21 | 31 | 55 | -24  |

|  | Champion   |
|  | Relégation |

## Bilan de la saison
| Tableau d'Honneur                 |                  |
| Compétition                       | Vainqueur        |
| Championnat d'Albanie de football | Flamurtari Vlorë |
| Coupe d'Albanie de football       | Partizan Tirana  |

| Promotions et relégations     |                                  |
| Relégués en First Division    | Luftëtari Gjirokastër            |
| Promus en Kategoria Superiore | KF Laçi KS Pogradeci KS Selenicë |